# Usurpation d'identité
Pour les articles homonymes, voir Fausse Identité.
« Usurpation » redirige ici.  Pour le film, voir Usurpation (film).

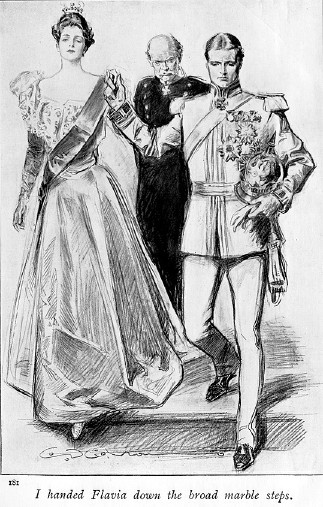
The Prisoner of Zenda (1894), avec une « usurpation d'identité » du roi.

L'usurpation d'identité (ou vol d’identité dans certains pays) est le fait de prendre l'identité d'une autre personne, très souvent dans le but de réaliser des actions illégale, civiles ou pénales, comme régulariser sa situation au regard de l'émigration, accéder aux finances de la personne usurpée, ou de commettre en son nom un crime, ou d'accéder à des droits de façon indue.
Il existe aujourd'hui des usurpations d'identité de personnes morales, c'est-à-dire d'individus qui créent de fausses filiales de sociétés existantes, dans le but de réaliser des escroqueries.

## Description
L’usurpation d’identité débute toujours par la collecte de renseignements personnels sur la victime. Les renseignements personnels peuvent être le nom, le numéro de téléphone, la date de naissance, la filiation, l’adresse, le numéro d’assurance sociale, le numéro de carte de crédit, le mot de passe de carte de crédit ou de débit ou toute autre information permettant d’identifier la personne. Si la victime de l'usurpation d'identité reste vivante, et possède la faculté de défendre ses droits.
Les usurpateurs utilisent ensuite ces informations pour effectuer une ou plusieurs transactions en simulant l’identité de la personne fraudée. Par exemple, un fraudeur peut :
- ouvrir un compte bancaire et contracter des crédits dont il n'aura pas à assumer le remboursement ;
- ouvrir des lignes téléphoniques et ne jamais payer les communications ;
- retirer de l’argent du compte en banque de sa victime ;
- prétendre être titulaire des mêmes diplômes et qualifications que sa victime ;
- épouser une personne, avoir des enfants sans en assumer les responsabilités ;
- toucher des indemnités en lieu et place du titulaire réel (retraite, allocations sociales, etc.) ;
- rouler avec l'immatriculation d'un véhicule de même type et ne pas payer les amendes liées aux infractions au code de la route ;
- dissimuler sa responsabilité pénale ;
- ne pas assumer les actes de la vie courante en se dé-responsabilisant ;
- etc.

Le coût de la criminalité identitaire est très important pour un État. En France il a été estimé en 2010 à 20 milliards d'euros lors d'une enquête de l'inspection générale de l'administration. Rien que la fraude à l'UNEDIC, le montant du préjudice atteint au minimum 4 milliards d'euros (rapport du député Dominique Tian).
Le CREDOC a estimé, sur la base d'une enquête réalisée en 2009 et des données du Ministère de l'intérieur sur les activités des services de police et de gendarmerie en 2008, qu'il y aurait plus de 212 000 cas d'usurpation d'identité avérée par an en France,,. Par ailleurs, il y a eu 12 000 interpellations aux frontières en 2010 pour port de faux documents, et 80 000 procédures de recherche pour des « alias ». Armand Riberolles, magistrat et inspecteur général de l'administration a dénombré 2 500 cas d'usurpation d'identité en 2010 aux mains de la justice française.
En 2012, le CSA autre institut de sondage mandaté dans le cadre de la même étude, a révélé que sur un échantillon de 1 050 personnes, 8 % des français ont déclaré « avoir été victimes » de la criminalité identitaire sur les 10 dernières années, ce qui confirme que la croissance de cette nouvelle forme de criminalité est de 40 % par an. Étalé sur 10 ans, cela représente donc 400 000 victimes par année, soit la troisième infraction en France après les problèmes de véhicules et les cambriolages.
Les criminologues disent avoir été surpris par l'ampleur des chiffres de 2012, pensant que le passeport biométrique aurait atténué la croissance de cette infraction. Les chiffres se vérifient avec, pour 2011, 14 000 procédures concernant des faux documents (chiffre noir de la criminalité identitaire 1/29, soit environ 400 000 par an), 4 millions de cartes d'identité déclarées perdues ou volées entre 2001 et 2007. Le Réso-Club précise qu'en 2011, 4,08 % des documents présentés lors d'une mise en relation commerciale étaient des faux (sur un échantillon de 2 millions) sachant que la tendance donnée par la DNLF est de 7 %, ce qui vient là encore consolider l'estimation CSA. 3 % des faux documents présentés à des banques, des assureurs, des téléphonistes, des commerçants, ne seraient donc pas détectés.
Une émission Cash investigation de France 2 en 2015 a montré que le chiffre du CREDOC était largement surévalué. L'enquête demande aux personnes interrogées des souvenirs sur une période de dix ans ce qui, selon les statisticiens interrogés dans le reportage Cyril Rizk (ONDRP) et Frédéric Ocqueteau (CESDIP), ne permet pas d'obtenir des résultats précis dans le cadre d'une enquête par sondage. L'émission indique aussi que l'enquête du CREDOC ne définit pas le terme « usurpation d'identité » auprès des personnes interrogées. Enfin, elle rappelle que l'étude a été commandée et financée annuellement par la société Fellowes depuis 2008, un fournisseur américain d'équipements de bureau, qui effectue du mécénat scientifique dans plusieurs pays européens (pour la même étude) et qui offre dans son catalogue des broyeurs de papier.
L'usurpation d'identité était autrefois appelée supposition de personne, c'est encore parfois le cas au Québec.

## Infractions connexes

### Vol d'identité
Le vol d'identité suppose un acte criminel connexe. La victime, décédée, n'est plus en mesure de recouvrer ses droits. Elle est généralement enterrée avec l'identité de quelqu'un d'autre. En cas de vol d'identité, on observe plusieurs types de cas : des usurpateurs prennent la place de la victime ou le cadavre de la victime sert à confirmer le décès d'une personne qui souhaite disparaître. Il ne faut donc pas confondre le vol d'identité et l'usurpation d'identité.

### Substitution d'identité
La substitution d'identité est l'échange d'une identité avec une personne consentante, généralement en situation régulière sur un territoire. Il s'agit pour certains :
- d'être embauché sous une identité en règle (pas forcément réelle) au regard de l'administration, et de travailler à plusieurs sous cette identité ;
- de passer un examen à la place du titulaire ;
- de passer une visite médicale d'aptitude ou de réforme à la place du titulaire.

On estime que cela représente de 1 à 7 % des embauches selon les secteurs. Les secteurs les plus touchés par cette infraction sont le nettoyage, la restauration, le BTP.
Dans son livre ALIAS, Christophe Naudin distingue les substitutions post mortem (revente des papiers d'un mort après disparition de son corps), des substitutions in vivo.

### Usage d'identité fictive
L'usage d'une identité fictive, c'est utiliser une identité qui n'existe pas, en principe. L'identité fictive est en voie de disparition, car elle est facile à détecter. Si elle a constitué 80 % des cas dans les années 1980 et 1990, elle a été abandonnée par les réseaux criminels, étant facilement détectable.
En anglais, usurpation d'identité se traduit par le terme « identity theft » (« vol d'identité » en traduction littérale). Ne pas confondre ces deux notions.

## Droit par pays

### Canada
En droit pénal canadien, le vol d'identité est interdit en vertu de l'article 402 (2) du Code criminel : « Commet une infraction quiconque obtient ou a en sa possession des renseignements identificateurs sur une autre personne dans l’intention de les utiliser pour commettre un acte criminel dont l’un des éléments constitutifs est la fraude, la supercherie ou le mensonge ».  Le paragraphe suivant du Code criminel interdit le trafic de renseignements identificateurs. L'art. 402 (5) C.cr. prévoit la peine de l'infraction : il s'agit d'une infraction hybride qui peut faire l'objet d'une poursuite soit comme acte criminel, soit comme infraction sommaire. Lorsque le poursuivant opte pour le mode de poursuite de l'acte criminel, la peine maximale est de 5 ans de prison.

### France

#### Avant 2011
L'usurpation d'identité personnelle pouvait, dans certaines circonstances, constituer un délit pénal, pouvant être sanctionné de 5 ans d'emprisonnement et de 75 000 € d'amende, comme le précise l'article 434-23 du Code pénal.
Juridiquement, l'usurpation d'identité s'oppose à :
- l'usage d'une identité fictive ;
- la substitution d'identité ;
- au vol d'identité.

Il ne faut pas confondre l'usurpation d'identité avec l'usage de faux documents, ou celui d'une fausse qualité. Ces incriminations sont différentes, mais peuvent se cumuler.

#### Loi LOPPSI (2011)
La loi LOPPSI du 14 mars 2011 crée deux infractions pénales concernant l'usurpation d'identité numérique : après l’article 226-4 du code pénal, elle ajoute un article 226-4-1 ainsi rédigé :

« Le fait d'usurper l'identité d'un tiers ou de faire usage d'une ou plusieurs données de toute nature permettant de l'identifier en vue de troubler sa tranquillité ou celle d'autrui, ou de porter atteinte à son honneur ou à sa considération, est puni d'un an d'emprisonnement et de 15 000 € d'amende.

Cette infraction est punie des mêmes peines lorsqu'elle est commise sur un réseau de communication au public en ligne. Lorsqu'ils sont commis par le conjoint ou le concubin de la victime ou par le partenaire lié à la victime par un pacte civil de solidarité, ces faits sont punis de deux ans d'emprisonnement et de 30 000 euros d'amende. »

Le Forum des droits sur l'internet n'était pas hostile à cette proposition, mais avait relevé à l'époque de la discussion de la loi l'imprécision de la rédaction proposée.
Lors des débats parlementaires concernant la LOPPSI 2, Catherine Vautrin, alors vice-présidente de l'Assemblée nationale, a présenté en octobre 2010 un amendement prévoyant une sanction d'une année de prison et de 15 000 € d'amende pour toute personne reconnue coupable d'usurpation d'identité, par les biais les plus classiques ou par les moyens numériques. Le 17 décembre 2010, un amendement de Christian Vanneste, député du Nord, a eu pour conséquence d'aggraver les sanctions à 2 ans d'emprisonnement et 20 000 € d'amende. La modification de l'article 99 prévoyant la correction des mentions de l'État civil avec reprise de l'état initial du document avant l'usurpation n'a pas été adopté par les sénateurs, ce qui fait que l'amendement a été voté en 2010 sans cette partie, que Dalila Bouhezila, présidente de l'association des victimes d'usurpation d'identité, avait qualifiée d'essentielle.
L'article 2 qui réprime l'usurpation d'identité est donc adopté modifié. La première modification est apportée par l'amendement no 3 : il prévoit d'étendre le délit d'usurpation d'identité et les peines prononcées aux tentatives d'escroquerie découlant de l'usurpation d'identité d'une entité, telle qu'une banque ou un opérateur de communications électroniques (pratique dite d'hameçonnage ou phishing sur Internet). Un autre amendement (122 rectifié), présenté par Christian Vanneste (UMP, Nord), alourdit la répression de l'usurpation d'identité en punissant ce délit de deux ans d'emprisonnement et de 20 000 € d'amende, contre un an et 15 000 € auparavant. Il est adopté par les députés contre l'avis du rapporteur Éric Ciotti et du gouvernement.

### Suisse
En Suisse, l'usurpation d'identité est une infraction pénale depuis 2022.

## Techniques d'usurpation d’identité

### Usurpation de l'identité administrative
Les principales techniques utilisées par les fraudeurs pour obtenir des renseignements personnels sont :
- le vol : les porte-monnaie, les sacs à main, les porte-documents, les ordinateurs et le courrier résidentiel contiennent une grande quantité de renseignements personnels ;
- le vol dans les boîtes aux lettres : permet d'obtenir des moyens de paiement (CB, chéquier), des relevés d'identités bancaires, des factures. Tout cela s'avère très utile aux usurpateurs pour obtenir des crédits.
- la fouille de poubelle : on peut y trouver des relevés bancaires, des relevés de carte de crédit, des factures, des propositions de cartes de crédit.
- la vie commune : les personnes habitant à votre domicile ont accès à l'ensemble de vos documents.
- le Shoulder surfing : expression qui signifie en français regarder par-dessus l'épaule. Le voleur d'identité regarde par-dessus l'épaule de la personne espionnée en observant les données qu'elle introduit dans des champs. La seconde, plus éloignée, implique l'utilisation de jumelles ou d'appareils adaptés, tels que des micros ou des caméras-espion.

### Usurpation d'identité numérique
La voie numérique ou informatique est moins utilisée. Voir enquête CREDOC et CSA.
- La subtilisation de mots de passe : il est possible de voler un mot de passe en regardant par-dessus l’épaule d’un individu qui écrit son mot de passe sur un clavier, en installant une caméra dans un endroit stratégique ou en utilisant un enregistreur de frappe.
- L'intrusion locale sur le navigateur : il est possible à un intrus de reprendre une session sur un site quand l'utilisateur a simplement fermé l'onglet où il opérait, en utilisant l'historique du navigateur. L'intrus local peut alors accéder aux informations du profil, les modifier, les détourner etc. et usurper l'identité de l'utilisateur légitime. L'usurpateur peut librement effectuer des transactions au détriment de l'utilisateur légitime.
- L’écoute électronique : des fraudeurs peuvent placer des appareils d’écoute entre un terminal de validation de cartes de crédit et le réseau de communications pour capter les numéros de carte de crédit et les mots de passe des acheteurs.
- L'hameçonnage (ou phishing) : il consiste à simuler des messages électroniques de compagnies légitimes qui demandent des informations personnelles au receveur ; évidemment, les réponses des répondeurs naïfs sont reçues par des fraudeurs qui utilisent ensuite ces informations pour frauder leurs victimes.
- Les faux ordres de virement international : des fraudeurs se font passer pour un directeur de société pour exiger un virement d'argent.
- Les escroqueries par téléphone : des fraudeurs se font passer pour des fonctionnaires, des enquêteurs ou des employés de compagnies légitimes pour soutirer des renseignements personnels.
- Les escroqueries en ligne : le fraudeur vise à effrayer en se fait passer pour une autorité administrative pour exiger un virement d'argent.

## Assurance contre les frais reliés à l’usurpation d’identité

### Canada
Certaines compagnies d’assurance offrent des assurances contre les pertes occasionnées par l’usurpation d’identité. Ces assurances coûtent habituellement entre 20 $ et 50 $ par année au Canada. Elles sont parfois incluses dans des assurances-habitation.
Les pertes couvertes par ces assurances incluent habituellement :
- le remboursement des frais chargés frauduleusement aux cartes de crédit et de débit ;
- un service d’assistance pour effectuer les diverses démarches administratives pour déclarer l’usurpation d’identité, rétablir son crédit, obtenir de nouvelles cartes de crédit et de débit, et obtenir d'autres documents au besoin ;
- le remboursement des frais encourus (incluant les pertes de salaire) pour effectuer les procédures décrites dans la section précédente ;
- une assistance juridique, au besoin.

Une étude effectuée par le Centre pour la défense de l’intérêt public (organisme canadien de défense des consommateurs) indique que ces assurances ont peu d’avantages pour les raisons suivantes :
- les frais chargés frauduleusement aux cartes de crédit et de débit sont assumés par les compagnies émettrices des cartes dans les cas d’usurpation d’identité ;
- bien que l’usurpation d’identité entraîne des frustrations et des ennuis réels, les frais associés à ces vols sont habituellement minimes ;
- les remboursements de pertes de salaire sont plafonnés à un montant assez bas, de l’ordre de 1 000 $ ;
- le manque de transparence des contrats de d’assurance contre les frais reliés à l’usurpation d’identité ;
- les conditions très restrictives de prise en charge en fonction de l'infraction considérée (pas de prise en charge quand l'usurpation est le fait d'un membre de la famille proche ou éloigné, ce qui constitue déjà 80 % des cas en Europe) ;
- comme pour tous les contrats d'assistance juridique, les négociations des compagnies d'assurance avec des cabinets d'avocats sont minimalistes, donc le service rendu au client est évidemment minimal.

Le Centre ne recommande donc pas de prendre une telle assurance ni de donner une pondération importante à ce critère dans le choix d’une assurance-habitation. Le Centre insiste toutefois énormément sur l'importance de la prévention pour se protéger des usurpations d'identité.
De plus, dans les cas d’usurpation d’identité, l'institution financière fournira, habituellement sans frais, des conseils et de l’assistance pour effectuer les démarches nécessaires.